# Spinor-Darstellung
Die Spinor-Darstellung der Spin-Gruppe {\displaystyle Spin(2k)} und die Halbspinor-Darstellungen der Spin-Gruppe {\displaystyle Spin(2k+1)} dienen in der Physik zur Beschreibung des Spins eines Teilchens.

## Herleitung
Im Folgenden bezeichnen wir mit {\displaystyle \mathbb {C} l_{n}} die Clifford-Algebra des {\displaystyle \mathbb {C} }-Vektorraums {\displaystyle \mathbb {C} ^{n}} mit der quadratischen Form {\displaystyle q(z_{1},\ldots ,z_{n})=z_{1}^{2}+\ldots +z_{n}^{2}}.
Die Clifford-Algebra {\displaystyle \mathbb {C} l_{1}} ist isomorph zu {\displaystyle \mathbb {C} \oplus \mathbb {C} } und hat insbesondere zwei {\displaystyle 1}-dimensionale Darstellungen.
Die Clifford-Algebra {\displaystyle \mathbb {C} l_{2}} wird per Definition erzeugt von {\displaystyle e_{1},e_{2}} mit den Relationen {\displaystyle e_{1}^{2}=-1=e_{2}^{2}} und {\displaystyle e_{1}e_{2}+e_{2}e_{1}=0}. Andererseits hat {\displaystyle Mat(2,\mathbb {C} )} als {\displaystyle \mathbb {C} }-Vektorraum die Basis
{\displaystyle 1=\left({\begin{array}{cc}1&0\\0&1\end{array}}\right),\ g_{1}=\left({\begin{array}{cc}i&0\\0&-i\end{array}}\right),\ g_{2}=\left({\begin{array}{cc}0&i\\i&0\end{array}}\right),\ g_{1}g_{2}=\left({\begin{array}{cc}0&-1\\1&0\end{array}}\right)}
mit den Relationen {\displaystyle g_{1}^{2}=-1=g_{2}^{2}} und {\displaystyle g_{1}g_{2}+g_{2}g_{1}=0}. Man hat also einen Isomorphismus
{\displaystyle \mathbb {C} l_{2}\cong Mat(2,\mathbb {C} )}
und insbesondere eine {\displaystyle 2}-dimensionale Darstellung von {\displaystyle \mathbb {C} l_{2}}.
Durch
{\displaystyle e_{1}\to 1\otimes g_{1},\ e_{2}\to 1\otimes g_{2},\ e_{j}\to (ie_{j-2}\otimes g_{1}g_{2}){\mbox{ für }}3\leq j\leq n+2}
erhält man einen Isomorphismus
{\displaystyle \mathbb {C} l_{n+2}\to \mathbb {C} l_{n}\otimes M_{2}(\mathbb {C} )}.
Für eine gerade Zahl {\displaystyle n=2k} folgt daraus durch vollständige Induktion
{\displaystyle \mathbb {C} l_{2k}\cong M_{2}(\mathbb {C} )\otimes \ldots \otimes M_{2}(\mathbb {C} )\cong M_{2^{k}}(\mathbb {C} )},
insbesondere erhält man eine Darstellung von {\displaystyle \mathbb {C} l_{2k}} auf einem {\displaystyle 2^{k}}-dimensionalen Vektorraum {\displaystyle \Delta _{n}}.
Für eine ungerade Zahl {\displaystyle n=2k+1} erhält man durch vollständige Induktion
{\displaystyle \mathbb {C} l_{2k+1}\cong (\mathbb {C} \oplus \mathbb {C} )\otimes M_{2}(\mathbb {C} )\otimes \ldots \otimes M_{2}(\mathbb {C} )\cong (\mathbb {C} \oplus \mathbb {C} )\otimes M_{2^{k}}(\mathbb {C} )\cong M_{2^{k}}(\mathbb {C} )\oplus M_{2^{k}}(\mathbb {C} )},
insbesondere erhält man zwei Darstellungen von {\displaystyle \mathbb {C} l_{2k+1}} auf {\displaystyle 2^{k}}-dimensionalen Vektorräumen.
In jedem Fall hat man für {\displaystyle n=2k} oder {\displaystyle n=2k+1} einen komplexen Vektorraum 
{\displaystyle \Delta _{n}\cong \mathbb {C} ^{2^{k}}},
so dass
{\displaystyle {\begin{array}{cc}\mathbb {C} l_{n}=End(\Delta _{n})&n=2k{\mbox{ gerade}}\\\mathbb {C} l_{n}=End(\Delta _{n})\oplus End(\Delta _{n})&n=2k+1{\mbox{ ungerade}}\end{array}}}.
Die Spinordarstellung der Spin-Gruppe {\displaystyle Spin(n)} ist die Einschränkung der Darstellung {\displaystyle \Delta _{n}} auf {\displaystyle Spin(n)\subset \mathbb {C} l_{n}}.
Allgemeiner kann man für {\displaystyle n=p+q} die zur quadratischen Form {\displaystyle q(z_{1},\ldots ,z_{n})=z_{1}^{2}+\ldots +z_{p}^{2}-z_{p+1}^{2}-\ldots -z_{p+q}^{2}} auf dem {\displaystyle \mathbb {R} ^{p+q}} assoziierte Spin-Gruppe {\displaystyle Spin(p,q)} betrachten. Diese ist ebenfalls in {\displaystyle \mathbb {C} l_{n}} enthalten und somit sind {\displaystyle \Delta _{n}} bzw. {\displaystyle \Delta _{n}^{\pm }} Darstellungen von {\displaystyle Spin(p,q)}. In der Physik werden die Elemente von {\displaystyle \Delta _{n}} als Dirac-Spinoren bezeichnet.

## Eigenschaften
- Die Spinor-Darstellungen für ungerade n und die Halbspinor-Darstellungen für gerade nicht durch 4 teilbare n sind treue Darstellungen.
- Für alle {\displaystyle g\in Spin(n)} hat das Bild in {\displaystyle GL(\Delta _{n})} bzw. {\displaystyle GL(\Delta _{n}^{\pm })} die Determinante {\displaystyle 1}.
- Auf {\displaystyle \Delta _{n}} bzw. {\displaystyle \Delta _{n}^{\pm }} gibt es ein {\displaystyle Spin(n)}-invariantes hermitesches Skalarprodukt. Die Bilder der Spinor- und Halbspinor-Darstellungen liegen also in {\displaystyle SU(\Delta _{n})} bzw. {\displaystyle SU(\Delta _{n}^{\pm })}.

## Halbspinor-Darstellungen
Für {\displaystyle n=2k+1} ungerade ist die Spinor-Darstellung {\displaystyle \Delta _{n}} eine irreduzible Darstellung von {\displaystyle Spin(n)}. Dagegen ist für {\displaystyle n=2k} gerade die Spinor-Darstellung die direkte Summe {\displaystyle \Delta _{2k}^{+}\oplus \Delta _{2k}^{-}} zweier irreduzibler Darstellungen, die als Halbspinor-Darstellungen bezeichnet werden. 
Man erhält diese Unterräume als Eigenräume der Wirkung von {\displaystyle e_{1}\ldots e_{2k}} zu den Eigenwerten {\displaystyle (-i)^{k}} und {\displaystyle -(-i)^{k}}. In der Physik werden die Elemente dieser beiden Unterräume als positive und negative Weyl-Spinoren bezeichnet.